# Sellapan Ramanathan
Sellapan Rama Nathan (3 de julio de 1924-22 de agosto de 2016), a menudo conocido como S. R. Nathan, fue un político y funcionario singapurense, que ocupó el cargo de sexto presidente de Singapur entre 1999 y 2011. Ganó tanto las elecciones presidenciales de 1999 como las de 2005 gracias a una victoria sin oposición debido a la inelegibilidad de los candidatos. Ha sido el presidente que más tiempo ha ocupado el cargo en la historia de Singapur y el único que ha cumplido dos mandatos completos.

## Biografía
De ascendencia tamil-hindú, Ramanathan Nathan recibió educación primaria en la Anglo-Chinese Primary School y en la Rangoon Road morning School, y secundaria en la Victoria School. Sin embargo, fue expulsado de la escuela en dos ocasiones y, tras discutir con su madre, se escapó de casa a los 16 años. Durante la ocupación japonesa de Singapur, Nathan aprendió japonés y trabajó para la policía civil japonesa como traductor.  Después de la guerra, mientras trabajaba, completó su educación secundaria mediante un curso por correspondencia con Wolsey Hall, Oxford, e ingresó en la Universidad de Malaya (entonces en Singapur), donde se convirtió en secretario del Club Socialista Universitario en su segundo año de universidad. En 1954 se graduó con un Diploma en Estudios Sociales (Distinción). A continuación hizo una larga carrera en la Administración Pública de Singapur, en la que ingresó en 1955. Entre 1962 y 1966 estuvo destinado en el  National Trades Union Congress, y después trabajó en el Ministerio de Asuntos Exteriores y en el Ministerio del Interior. Estaba en la División de Seguridad e Inteligencia del Ministerio de Defensa cuando ocurrió el incidente de Laju en 1974, y fue uno de los funcionarios del gobierno que aceptaron acompañar a los terroristas que habían bombardeado los tanques de petróleo a Kuwait para conseguir la liberación de los rehenes civiles y garantizar el paso seguro de los terroristas. Fue Primer Secretario Permanente del Ministerio de Asuntos Exteriores de 1979 a 1982.

## Trayectoria política
Tras su graduación hizo una larga carrera en la Administración Pública de Singapur, en la que ingresó en 1955. Entre 1962 y 1966 estuvo destinado en el  National Trades Union Congress (NTUC), y después trabajó en el Ministerio de Asuntos Exteriores y en el Ministerio del Interior. Estaba en la División de Seguridad e Inteligencia del Ministerio de Defensa cuando ocurrió el incidente de Laju en 1974, y fue uno de los funcionarios del gobierno que aceptaron acompañar a los terroristas que habían bombardeado los tanques de petróleo a Kuwait para conseguir la liberación de los rehenes civiles y garantizar el paso seguro de los terroristas. Fue Primer Secretario Permanente del Ministerio de Asuntos Exteriores de 1979 a 1982.
Nathan dejó la Administración Pública en 1982 para asumir la presidencia ejecutiva del Straits Times Press; también ocupó cargos directivos en otras empresas. Entre 1988 y 1996. Ramanathan fue nombrado alto comisionado en Malasia en 1988 y embajador en los Estados Unidos de 1990 a 1996. Fue elegido presidente de Singapur como sucesor de Ong Teng Cheong el 28 de agosto de 1999 y empezó a ejercer en septiembre para un mandato de seis años. No se eligió ningún candidato en 2005, por lo que siguió siendo el presidente del país por otros 6 años. Ramanathan cumplió dos mandatos antes de ser sucedido por Tony Tan Keng Yam.
Tras su jubilación, Nathan se dedicó a escribir y también se convirtió en Distinguished Senior Fellow de la Facultad de Ciencias Sociales de la Singapore Management University (SMU) y del Instituto de Estudios del Sudeste Asiático. Tras su fallecimiento el Gobierno le concedió un funeral de Estado.

## Fallecimiento
Ramanathan sufrió un derrame cerebral el 31 de julio de 2016 y fue trasladado al Hospital General de Singapur antes de fallecer en el hospital el 22 de agosto de 2016, a la edad de 92 años. Le sobrevivieron su esposa, una hija, un hijo y tres nietos.

## Distinciones honoríficas
Nacionales
- Soberano Gran Maestro de la Orden de Temasek.

Extranjeras
- Collar de la Orden de al-Khalifa (Estado de Baréin, 22/11/2010).